# Robert Graf
Robert Graf (Witten, 18 novembre 1923 – Monaco di Baviera, 4 febbraio 1966) è stato un attore tedesco.

## Biografia
Graf dopo aver completato la maturità è stato arruolato nella Wehrmacht e inviato sul fronte orientale. Ferito nel 1944, fu assegnato alla produzione bellica a Monaco, dove iniziò i suoi studi di teatro.Padre del regista Dominik Graf.

## Filmografia

### Cinema
- Illusion in Moll, regia di Rudolf Jugert (1952)
- Jonas, regia di Ottomar Domnick (1957)
- El Hakim, regia di Rolf Thiele (1957)
- Finalmente l'alba (Wir Wunderkinder), regia di Kurt Hoffmann (1958)
- E ciò al lunedì mattina (Und das am Montagmorgen), regia di Luigi Comencini (1959)
- Das schöne Abenteuer, regia di Kurt Hoffmann (1959)
- Buddenbrooks - 1. Teil, regia di Alfred Weidenmann (1959)
- La donna alla finestra oscura (Die Frau am dunklen Fenster), regia di Franz Peter Wirth (1960)
- Notte d'inferno (Liebling der Götter), regia di Gottfried Reinhardt (1960)
- Nella morsa della S.S. (Mein Schulfreund), regia di Robert Siodmak (1960)
- Hauptmann - deine Sterne, regia di Géza von Cziffra (1960)
- Il castello dell'orrore (Der Fälscher von London), regia di Harald Reinl (1961)
- Il gioco dell'assassino (Mörderspiel), regia di Helmuth Ashley (1961)
- Wenn beide schuldig werden, regia di Hermann Leitner (1962)
- Die glücklichen Jahre der Thorwalds, regia di John Olden e Wolfgang Staudte (1962)
- La grande fuga (The Great Escape), regia di John Sturges (1963)
- Zwei Whisky und ein Sofa, regia di Günter Gräwert (1963)
- Vorsicht Mister Dodd, regia di Günter Gräwert (1964)
- Frühstück mit dem Tod, regia di Franz Antel (1964)
- Verdammt zur Sünde, regia di Alfred Weidenmann (1964)
- Der Traum, regia di Christian Rischert - cortometraggio (1964)
- Halløj i himmelsengen, regia di Erik Balling (1965)

### Televisione
- Meuterei auf der Caine, regia di Hans Schweikart – film TV (1954)
- Schmutzige Hände, regia di Franz Peter Wirth – film TV (1956)
- Der schöne Gleichgültige, regia di Franz Peter Wirth – film TV (1956)
- Jeanne oder Die Lerche, regia di Franz Peter Wirth – film TV (1956)
- Charivari, regia di Kurt Wilhelm – film TV (1956)
- Das große ABC, regia di Rainer Wolffhardt – film TV (1957)
- Der Tod des Handlungsreisenden, regia di Franz Peter Wirth – film TV (1958)
- Die große Wut des Philipp Hotz, regia di Paul Verhoeven – film TV (1960)
- Zu viele Köche – serie TV, 5 episodi (1961)
- Der Weg ist dunkel, regia di Ludwig Cremer – film TV (1961)
- Unsere kleine Stadt, regia di Ludwig Cremer – film TV (1961)
- Sansibar, regia di Rainer Wolffhardt – film TV (1961)
- Karl III. und Anna von Österreich, regia di Kurt Wilhelm – film TV (1962)
- Montserrat, regia di Fritz Umgelter – film TV (1962)
- Reisender ohne Gepäck, regia di Ludwig Cremer – film TV (1963)
- Der Schatten: Ein Märchen für Erwachsene, regia di Werner Düggelin – film TV (1963)
- Die zwölf Geschworenen, regia di Günter Gräwert – film TV (1963)
- Geliebt in Rom, regia di Paul Verhoeven – film TV (1963)
- Die Zwiebel, regia di Günter Gräwert – film TV (1964)
- Der Hund des Generals, regia di Franz Peter Wirth – film TV (1964)
- Eurydike, regia di Ludwig Cremer – film TV (1964)
- Sicher ist sicher, regia di Kurt Wilhelm – film TV (1964)
- Klaus Fuchs: Geschichte eines Atomverrats, regia di Ludwig Cremer – film TV (1965)
- Der Drache, regia di Hans-Dieter Schwarze – film TV (1965)
- Das Landhaus, regia di Ludwig Cremer – film TV (1965)
- Der zweite Tag nach dem Tod, regia di Klaus Stephan – film TV (1965)
- Alle mal herhören, auch die, die schwerhören..!, regia di Kurt Wilhelm – film TV (1966)
- Porträt eines Helden, regia di Michael Kehlmann – film TV (1966)
- Intercontinental Express – serie TV, episodi 1x13 (1966)